# ExFAT
exFAT（Extensible File Allocation Table），是微軟公司（Microsoft）開發的一種較適合於快閃記憶體的檔案系統。最先從該公司的Windows Embedded CE 6.0作業系統引入這種檔案系統，後又延伸到Windows Vista Service Pack 1作業系統中。exFAT在微軟發布其規範之前一直是專有的，微軟在其設計的幾個要素上擁有專利。exFAT 文件系统是 FAT 系列文件系统中 FAT32 的后继系统。
整個FAT家族（包括exFAT）都適合應用在較少記憶體與需要省電的嵌入式裝置，FAT32文件系統有單一檔案大小不能超過4 GB的限制，在不適合應用NTFS的情況，可以考慮使用exFAT。
Windows 8及更高版本的系统原生支持exFAT启动，同时支持以特殊方式安装在exFAT分区中运行。

## 優點
exFAT相較於之前FAT檔案系統的優勢在於：
- 可拓展至更大磁碟大小，理论上64ZiB，推荐最大512TiB，相较32位限制的FAT32分区的2TB（每扇区512字节）。
- 理論的檔案大小限制為264 - 1位元組（16 exbibytes - 1），而FAT32檔案系统中單一檔案限制大小為232 - 1位元組（4 GiB）。對於單檔超過4 GB的使用者來說，exFAT提供了很好的解決方案。
- 叢集大小最大可為每扇區225位元組，最大32 MB。
- 由於採用了空餘空間尋址（英语：Free-space bitmap），空間分配和刪除的性能得以改進。
- 在單一檔案夾內支援超過216個檔案。
- 支援存取控制串列（但在Windows Vista SP1中尚未支援）[7]。
- 提供給OEM的可定義參數可以使這個檔案系統適應不同特色的設備。
- 支持熱插拔資料完整無損機制Transaction-Safe FAT（TFAT，在WinCE中可選的功能）。
- 時間戳記能夠使用UTC[8]時間而不僅僅是所在時區（從Vista SP2開始）

## 缺點
exFAT比過去的FAT文件系統的劣勢在於：
- 某些舊設備（如个人数码助理（PDA）和数码相机）無法使用exFAT格式的記憶卡。
- 使用exFAT的設備將不能用Windows Vista的ReadyBoost功能。（Windows 7 以上版本中的新的exFAT系統支援ReadyBoost）[9]
- 專利授權方式不明確。夏普、RIM[10]、任天堂分别和微軟达成了exFAT授權協議。存在專利費。微軟曾經為FAT的一部分申請專利。[11]曾经有用户从三星的Android中分离出不基于FUSE实现的exFAT内核模块代码并按照Linux的GPL协议释放出来，被认为三星得到微软支持下开发的。[12]之后三星也正式释放了相应模块代码。
  - 2019年8月，微软公开了exFAT的技术文档，并支持将exFAT功能整合到Linux内核中[13]。Linux内核将于版本5.4中提供初步支持[14][15]。
- Windows XP SP3之前的舊版Windows暂时不支援exFAT，Windows XP可以安裝修改更新KB955704來支援exFAT[16]，Linux作業系統需要通过第三方开发的文件系统驱动来支援exFAT（例如，谷歌公司的exfat工具[17]、FUSE exfat、exfat-nofuse[18]、sdfat），Mac OS X可透過升級至10.6.5來全面支援exFAT[19]。
- UEFI不支持exFAT，只支持FAT、FAT32和NTFS，格式化为exFAT的EFI启动磁盘将无法被识别。然而现今支持EFI引导安装的主流操作系统，其安装文件都存在单个文件大于4GB的情况（如Windows 10的install.wim、Linux发行版放置系统文件的SquashFS映像）仅能使用NTFS，显然不能再使用FAT与FAT32。

## 外部連結
- Personal Storage: Opportunities and challenges for pocket-sized storage devices in the Windows world（页面存档备份，存于）
- TFAT概覽（页面存档备份，存于）
- Extended FAT File System（页面存档备份，存于）